# Mistrovství světa v zápasu ve volném stylu 1957
Mistrovství světa v zápasu ve volném stylu 1957 se uskutečnilo v Istanbulu, Turecko.

## Přehled medailí

### Volný styl
| Kategorie  | Zlato               | Stříbro                          | Bronz                  |
| ---------- | ------------------- | -------------------------------- | ---------------------- |
| do 52 kg   | Mehmet Kartal       | Mirian Calkalamanidze (URS)(GEO) | Luigi Chinazzo         |
| do 57 kg   | Hüseyin Akbaş       | Tauno Jaskari                    | Yasuyuki Shimamura     |
| do 62 kg   | Mustafa Dağıstanlı  | Hossein Mollaghasemi             | Norik Mushegyan        |
| do 67 kg   | Alimbeg Bestayev    | Hayrullah Şahin                  | Kazuo Abe              |
| do 73 kg   | Vakhtang Balavadze  | İsmail Ogan                      | Murtaza Murtazov       |
| do 79 kg   | Nabi Sorouri        | Giorgi Schirtladze               | Hasan Güngör           |
| do 87 kg   | Petko Sirakov (BUL) | Boris Kulayev                    | İsmet Atlı             |
| nad +87 kg | Hamit Kaplan        | Wilfried Dietrich                | Jusein Mechmedov (BUL) |

## Týmové hodnocení
| Pořadí | Muži volný styl | Muži volný styl |
| Pořadí | Tým             | Body            |
| ------ | --------------- | --------------- |
| 1      | Turecko         | 42              |
| 2      | Sovětský svaz   | 35              |
| 3      | Írán            | 20              |
| 4      | Bulharsko       | 18              |
| 5      | Japonsko        | 15              |
| 6      | Západní Německo | 9               |